# Mănăstirea Morunglavu
În 1746, jupanul Matei-Morunglavu, fiul diaconului Dumitrașcu și jupanita Maria au întemeiat biserica fostului schit Șerbănesti-Morunglavu, cu hramul Sfântul Apostol și Evanghelist Matei. Este ridicata din cărămidă, în plan triconic, cu pridvor deschis, prevăzută cu șase stâlpi de piatra și acoperiș de tablă, înzestrată cu doua turle. Dacă la exterior se înconjoară de un brâu, interiorul beneficiază de un valoros decor iconografic de factura brâncoveneasca, opera preotului Gheorghe, a lui Andrei, Vasile, Stan și Gheorghe din 1753. Patru icoane împărătești aflate în patrimoniul ei poartă semnătura cunoscutului Gheorghe Tattarescu, care probabil a reabilitat pictura între anii 1849-1857, pe timpul starețului Iosif Naniescu. Chiliile și zidul din jur s-au terminat în 1756 sau chiar după această dată.